# Randall Collins
Pour les articles homonymes, voir Collins.
Randall Collins, né en 1941 à Knoxville au Tennessee, est un sociologue américain. Il est professeur de sociologie à l'université de Pennsylvanie et titulaire de la chaire Dorothy Swaine Thomas.
Après une maîtrise en psychologie à l'université Stanford, il obtient un Ph.D. en sociologie à l'université de Californie à Berkeley en 1969. Avant de commencer sa carrière académique, Collins était également écrivain. L'un de ses romans, The Case of the Philosopher's Ring, mettait en scène Sherlock Holmes.
Ses recherches en sociologie portent notamment sur la sociologie du conflit, l'épistémologie des sciences sociales, la macrohistoire sociologique des changements politiques et économiques, la micro-sociologie (en particulier les interactions en face à face, voir Erving Goffman), la sociologie des intellectuels et l'étude sociale des conflits (surtout ceux impliquant la violence). Par ailleurs, Collins est conseiller éditorial pour le journal Social Evolution & History.

## Principales publications
- Conflict Sociology: Toward an Explanatory Science,  New York: Academic, 1975.
- The credential society : an historical sociology of education and stratification, Academic Press, 1979.
- Four Sociological Traditions, Oxford University Press, 1985-1994.  (ISBN 0-19-508208-7)
- The Sociology of Philosophies: A Global Theory of Intellectual Change, Cambridge: Belknap Press of Harvard University. 1998.  (ISBN 0-67-400187-7)
- Macro-History: Essays in Sociology of the Long Run, Stanford: Stanford University Press, 1999.
- Interaction Ritual Chains, Princeton University Press, 2004.  (ISBN 0-69-112389-6)
- Violence: A Micro-Sociological Theory, Princeton University Press, 2008.
- Charisma. Micro-sociology of Power and Influence, Routledge, 2020.